# Hemarthria compressa
Hemarthria compressa là một loài thực vật có hoa trong họ Hòa thảo. Loài này được (L.f.) R.Br. mô tả khoa học đầu tiên năm 1810.